# Куракин, Иван Анатольевич
Епи́скоп Иоа́нн (в миру князь Ива́н Анато́льевич Кура́кин; 1 (13) августа 1874, Царское Село, Санкт-Петербургская губерния — 27 октября 1950, Париж, Франция) — русский чиновник и политический деятель, ярославский губернский предводитель дворянства, член Государственной думы Российской империи III созыва, действительный статский советник, министр финансов Временного правительства Северной области.
С 1931 года — православный священник, клирик Временного экзархата Константинопольского патриархата в Западной Европе Константинопольского Патриархата с титулом епископа Мессинского.

## Биография
Из рода князей Куракиных, праправнук генерал-прокурора Алексея Куракина. Сын князя Анатолия Александровича (1845—1936; шталмейстер, почётный опекун, член Государственного совета) и княгини Елизаветы Михайловны (1843—1921; урождённая княжна Волконская).
Родился 1 (13) августа 1874 год в Царском Селе Санкт-Петербургской губернии. Владелец имения в селе Андреевское Мологского уезда Ярославской губернии (1210 десятин) с усадебным домом князя Д. М. Волконского. Образование получил в 3-й Санкт-Петербургской гимназии, которую окончил в 1893 году с золотой медалью. Прослушав затем полный курс юридических наук в Санкт-Петербургском университете, в 1897 году выдержал государственный экзамен при Харьковском университете.
Был пожалован придворным званием камер-юнкера.
7 октября 1897 года поступил на военную службу в Кавалергардский полк. 14 августа 1899 года был произведён в корнеты [Кавалергардскаго полка], а позднее в поручики. с 1899 — помощник заведующего полковой учебной командой, с 1901 — заведующий разведчиками лейб-эскадрона Кавалергардского полка. 19 февраля 1902 года зачислен в запас гвардейской кавалерии.

### Деятельность в начале XX века

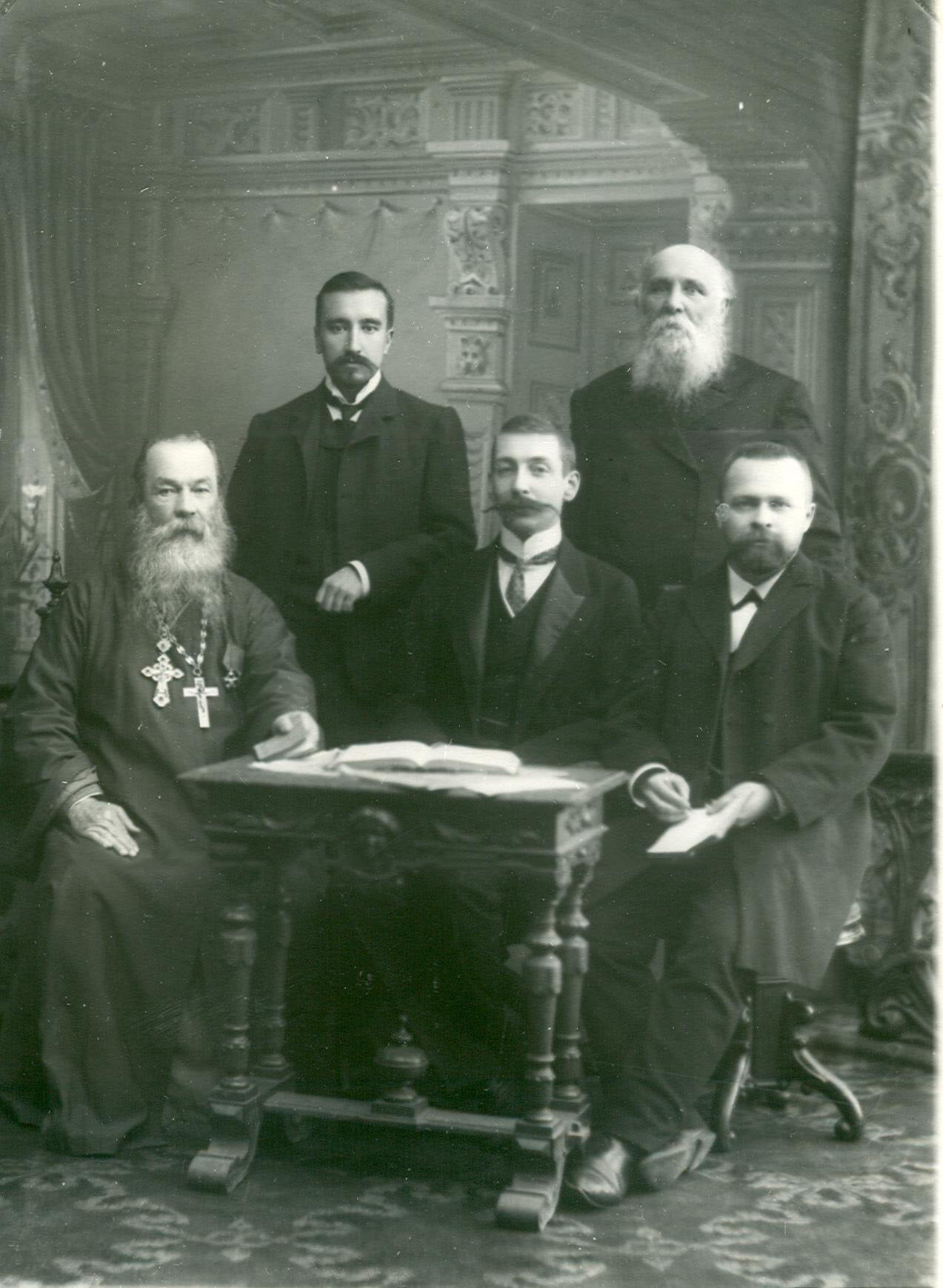
Члены III Государственной думы от Ярославской губернии. Князь Куракин — в центре, сидит.

В 1901 году, будучи ещё офицером, избран предводителем дворянства Мологского уезда, в каковой должности находился до 1905 года, когда после смерти губернского предводителя, на экстренном губернском дворянском собрании в 1906 году был избран Ярославским губернским предводителем дворянства.
В 1904 году был пожалован придворным званием камергера. Был также гласным Мологского уездного собрания, участником многих комиссий уездного и губернского земских собраний, почётным попечителем Ярославского реального училища от земства, почётным смотрителем Мологского ремесленного училища.
В начале Первой мировой войны занимался эвакуацией учебных заведений перед немецкой оккупацией.

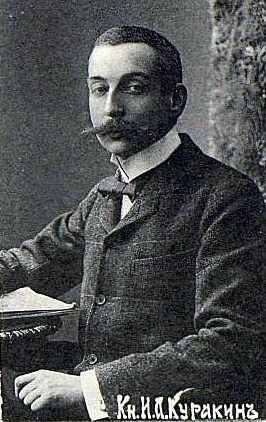
Фотография 1910 года.

С 1907 по 1913 год был членом в Государственной Думы III созыва от Ярославской губернии. В Думе входил во фракцию октябристов, член ЦК партии «Союз 17 октября», был председателем комиссии по запросам и секретарём комиссии по народному образованию. Когда при рассмотрении законопроекта о начальных училищах планировалось передать церковно-приходские школы из ведения Духовного ведомства в ведение Министерства народного просвещения, не возражал против этого, но хотел дать больше прав первому в вопросе контроля за ними.
22 мая 1913 года был пожалован придворным званием «в должности шталмейстера», действительный статский советник (с 29 января 1915 года), почётный попечитель Ярославского реального училища и Мологской гимназии.
В 1915—1917 годах — попечитель Варшавского учебного округа.
Был награждён орденами святой Анны 2-й ст., святого Владимира 4-й и 3-й ст. и святого Станислава 1-й ст., знаком и медалью в память 300-летия Царствующего Дома Романовых.

### Во время гражданской войны

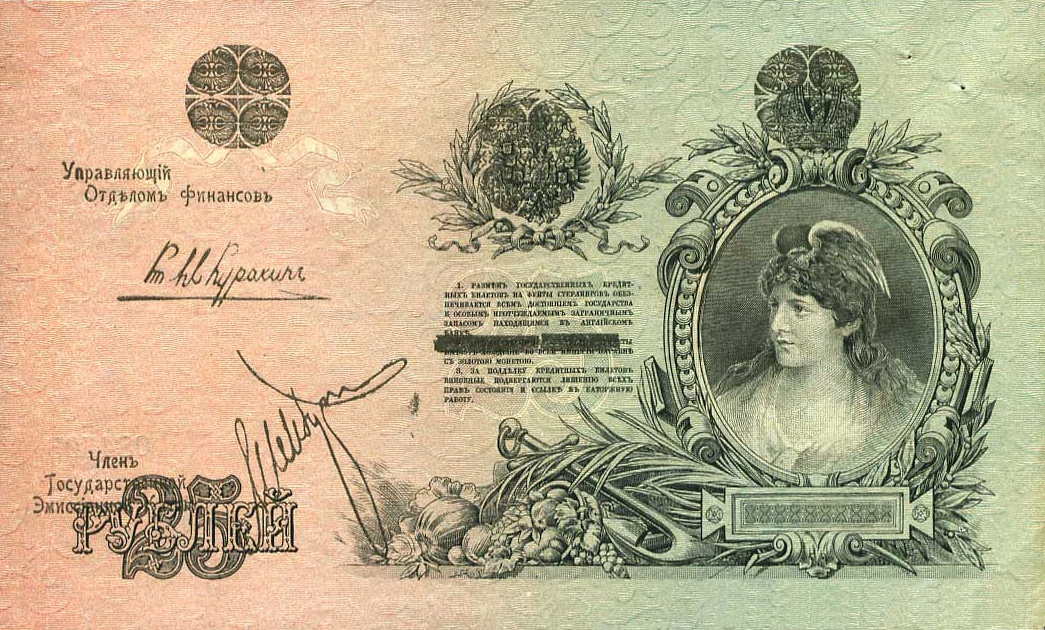
Банкнота 25 рублей Северной области 1918, с подписью князя И. Куракина. Аналог банкноты Российской империи, но портрет Александра III на ней заменён изображением женщины.

Во время Гражданской войны — министр финансов Временного правительства Северной области (Архангельск), возглавляемого Н. В. Чайковским.

По воспоминаниям Владимира Марушевского: 
Князь Иван Анатольевич Куракин в отделе финансов, который он вёл, был человеком новым и малоопытным. Бремя, которое он нес, было бы непосильно трудным в том состоянии Северной области и для финансиста первейшей величины. Заслуга Ивана Анатольевича заключается в его героической борьбе с тою системою, которая навязывалась англичанами почти насильно. Создание английской эмиссионной кассы, выпускавшей русские деньги, обеспеченные фунтами стерлингов, в значительной мере помогло области.
В конце апреля 1919 года отправился по суше в Сибирь к Колчаку, сдав управление отделом финансов П. Ю. Зубову. К концу мая 1919 года
пробрался в Омск. В Омске комиссией под руководством Куракина было выработано положение о статусе Северной области. В Сибири был главноуполномоченным Красного Креста, позднее упоминается как «пом. главноуполномоченного».

### В эмиграции
С 1920 года жил в эмиграции во Франции, где с 1921 по 1931 годы был членом приходского совета Александро-Невского собора в Париже. В 1923 году подготовил свои «Воспоминания 1918—1922» (не изданы, упоминания о существовании такой книги ошибочны).
Как писал митрополит Евлогий Георгиевский в своих мемуарах: «Бывший член Государственной думы князь Куракин после нескольких лет тяжкого эмигрантского существования приблизился к Господу настолько, что я посоветовал ему принять священство». 23 августа 1931 года в Александро-Невском соборе в Париже митрополитом Евлогием (Георгиевским) был рукоположён в диакона, а 28 августа — в священника, служил настоятелем Николаевской церкви в Милане. С 1 сентября 1935 года назначен настоятелем Христо-Рождественского храма во Флоренции.
2 мая 1937 года возведён в сан протоиерея.
С 1948 по 1950 годы по совместительству настоятель храма Христа Спасителя в Сан-Ремо, благочинный приходов в Италии.
4 декабря 1949 года пострижен в монашество с именем Иоанн, а 6 декабря был возведён в сан архимандрита.
9 октября 1950 года митрополит Владимир (Тихоницкий) в храме Сергиевского подворья в Париже возглавил его хиротонию во епископа Мессинского, викария Западноевропейского экзархата русских приходов Константинопольского патриархата для служения в Ницце.
После хиротонии парижские церкви стали наперебой предлагать новому епископу послужить у них, и в течение недели он практически ежедневно служил в разных храмах.
Скончался 27 октября 1950 в Париже от сердечного удара, «не добравшись до места назначения». Похоронен на кладбище Сент-Женевьев-де-Буа.

## Семья

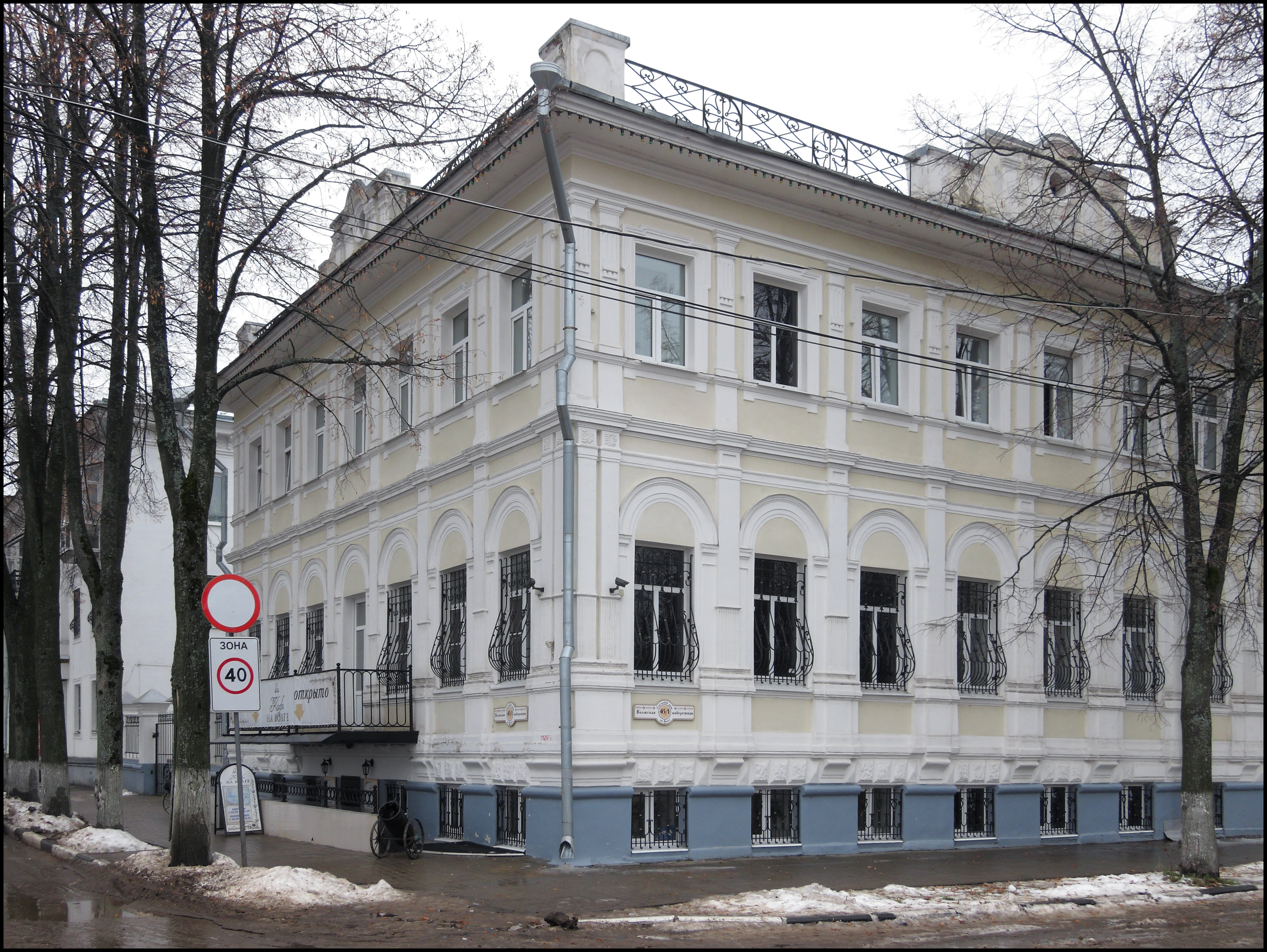
Дом И. А. Куракина на Волжской набережной Ярославля

С 15 апреля 1901 года был женат на фрейлине двора графине Софье Дмитриевне Толстой (1882 — 28.07.1917) — дочери графа Дмитрия Павловича Толстого. В семье было 9 детей, среди них следующие.
- Александра (1902, Ярославль — 1985, Париж), с 1929 года — замужем за графом Жаном дю Пети-Туар (1890—1973) из древнего французского рода.
- Ирина (1903—1993), с 1951 года — замужем за князем императорской крови Гавриилом Константиновичем.
- Елизавета (1905—1980), с 1927 года — за Сергеем Николаевичем Плаутиным (1897—1969).
- Наталья (1906, Ярославль — ?), с 1938 года — замужем за князем Иваном Сергеевичем Урусовым (1894—1976).
- Борис (1908, Ярославль — 1974, Буэнос-Айрес), был холост.
- Елена (1917, Ярославль — 1992, под Парижем), с 1939 года — замужем за Пьером де Гилленшмидт (1910—1984).